# Европейская история (фильм)
«Европе́йская исто́рия» — художественный фильм 1984 года режиссёра Игоря Гостева.

## Сюжет
Действие происходит в начале 1980-х годов. В некоем западноевропейском городе вступает в финальную стадию предвыборная кампания за кресло мэра округа. В схватку вступают действующий мэр социал-демократ доктор Хайден и «свободный националист» Олден. Главный вопрос кампании — отношение к размещению на территории округа американских ядерных ракет. Хайден выступает против их размещения, а Олден за размещение ракет. Олдена поддерживает крупная компания «Стальной трест», тесно связанная с американцами. В город приезжает американский коммерсант и предположительно сотрудник американской разведки Коллер. Он встречается с руководителем «Стального треста», и они договариваются о координации усилий. Служащая компании Грета Лист похищает из офиса документы о финансировании Олдена и передаёт их своему жениху журналисту Хайнцу Ренке. Тот, в свою очередь, передаёт материалы независимому политическому обозревателю Петеру Лоссеру. Руководство компании устанавливает, кто похитил документы, и выходит на Ренке. Тот сознаётся, что передал украденные документы Лоссеру, и под нажимом Коллера соглашается написать компрометирующую статью о Хайдене на основании переданных ему документов. Лоссер становится объектом шантажа: Коллер, угрожая опубликованием сведений о нацистском прошлом его отца, требует от Лоссера выступить в поддержку Олдена. Руководитель предвыборного штаба Хайдена Николс встречается с Хайнцем Ренке и сообщает ему, что опубликованные им компрометирующие Хайдена документы являются липовыми, и уговаривает его выступить с разоблачением по телевидению. Ренке соглашается, но через несколько минут его убивают боевики «Стального треста». Лоссер выступает по телевидению в поддержку Хайдена.

## В ролях
| Актёр                  | Роль                                                |
| ---------------------- | --------------------------------------------------- |
| Вячеслав Тихонов       | политический обозреватель Tribune Петер Лоссер      |
| Леонид Филатов         | репортёр газеты «Express» журналист Хайнц Ренке     |
| Беата Тышкевич         | жена Лоссера Анна                                   |
| Анна Тихонова          | дочь Лоссера Валерия                                |
| Владимир Шевельков     | сын Лоссера Тони                                    |
| Альгимантас Масюлис    | представитель ЦРУ Коллер                            |
| Юозас Будрайтис        | руководитель предвыборной кампании Хайдена Николс   |
| Тамара Акулова         | невеста Хайнца Ренке Грета Лист                     |
| Владислав Стржельчик   | мэр округа и кандидат от партии «SDP» доктор Хайден |
| Ромуальдас Раманаускас | кандидат в мэры округа от партии «NDP» Олден        |
| Паул Буткевич          | руководитель организации «Эдельвейс» Фрэнк Голлан   |
| Станислав Микульский   | редактор коммунистической газеты Пауль Гамелин      |
| Хейно Мандри           | руководитель стального треста Адольф Шульман        |
| Леонид Ярмольник       | журналист                                           |
| Эрвин Кнаусмюллер      | депутат                                             |
| Владимир Лаптев        | Эпизод                                              |
| Ивар Калныньш          | диктор телеканала SBS                               |
| Леонид Оболенский      | депутат                                             |
| Борис Баташев          | политик                                             |
| Валентин Никулин       | человек в баре                                      |
| Рейно Арен             | лидер партии «NDP»                                  |

## Съёмочная группа
- Авторы сценария: Игорь Гостев и Николай Леонов
- Режиссёр-постановщик: Игорь Гостев
- Оператор-постановщик: Анатолий Иванов
- Художник-постановщик: Михаил Богданов и Владимир Донсков
- Композитор: Андрей Петров

## Дополнительная информация
- Фильм снят в период очередного роста напряжённости в ходе холодной войны, когда в 1983 году США начали развёртывание ракетных комплексов «Першинг» на территории ФРГ. Это событие повлекло за собой целую серию публикаций и выступлений в СМИ СССР. Вопрос размещения «евроракет» и «ограниченная ядерная война» основной предмет полемики между героями картины.
- Съёмки фильма проходили в Таллине, в Риге и в ФРГ (Западный Берлин ?).
- Рейтинг проката: (1984 г., 6 место) — 29.6 млн зрителей.

## Фестивали и награды
- 1985 — 18 Всесоюзный кинофестиваль (Минск) в программе художественных фильмов: диплом жюри "За разработку политической темы" — Игорю Гостеву за фильм «Европейская история».[1]